# MARVEL VS. CAPCOM 2 NEW AGE OF HEROES
『MARVEL VS. CAPCOM 2 NEW AGE OF HEROES』（マーヴル バーサス カプコン ツー ニューエイジ オブ ヒーローズ）は、2000年2月24日に稼働したカプコンのアーケード用対戦型格闘ゲーム。カプコンが制作するマーヴル・コミック社の対戦格闘ゲームの6作目。
アーケード版ではドリームキャスト互換基板であるNAOMIを使用しており、稼働から程なくしてDC版が発売された。後に他機種でも発売されている（#他機種版）。
なお、本項においてはゲームのタイトル、および当時の記述にならいMARVELの表記を「マーヴル」に統一する。

## 特徴
本作では、これまでのシリーズ作品のキャラクターがほぼ総登場し、さらに新キャラクターを加え、使用可能キャラクターの総数は50人を超えた。また、従来のVS.シリーズの2on2による対戦から3on3に変更されている。
背景
これまでの2D格闘にはあまり見られなかったが、本作は2D（ドット絵）で描画したキャラクターを3D（ポリゴン）で表現した背景の上に置いている。後に、『CAPCOM VS. SNK 2 MILLIONAIRE FIGHTING 2001』でも本作と同様の手法がとられている。
音楽
柴田徹也、高野充彦が共同で作曲を担当。今作ではキャラクター単位ではなくステージ単位で音楽が用意されており、ステージによってはBGMはインストゥルメンタルではなくボーカル入りのものがある。このボーカル担当者についてはスタッフロールでシークレットとされている。
キャラクター
一度に最大6人もの人数が画面に登場するシステムによるメモリ不足を避けるため、キャラクターのドットが前作までよりも若干削減された。キャラクター全員がアドバンシングガードのモーションを削られている他、ジャガーノート、ブラックハートなどの巨大なキャラクターは通常のパターン画も減らされている。また勝利メッセージもカットされており、ゲームが終っても点数の集計が行われるのみになった。

## ゲームシステム
本作はそれまでのVS.シリーズと異なり1チーム3人制。勝ち抜き戦ではなく、プレイヤーが任意のタイミングで操作キャラクターを交代することができる。なおチームは必ず3人で組まねばならず、それより少ない人数でのプレイはできない。
操作形態は1レバー・6ボタン制だが、前作までと違い直接の攻撃に使用するボタンは6つの内4つは弱・強のパンチ・キックとなっており、中攻撃は弱攻撃からチェーンコンボとしてのみ出せる仕様になったため弱攻撃ボタンは中攻撃ボタンと兼用である。残り2つはパートナーに関する操作のためのボタンとなっている。
強力な必殺技である「ハイパーコンボ」などを使用するためのハイパーコンボゲージは最大5本まで溜めることができる。前作同様試合開始時にはゲージを1本ストックした状態でスタートする。
チーム3人全員を倒さねば決着にならないルールだが、時間切れでの決着もある。その際は3人の体力ゲージ残量の合計で勝敗が決まる。例えば片方のチームが、1人もKOされてはいないが3人とも体力ゲージが一割を切っている状態で、もう片方がメンバー2人をKOされたが最後の1人は全くの無傷な場合、後者の勝利になる。

### パートナーボタン
パートナーボタンは控えの2名にそれぞれ対応しており、ヴァリアブルコンビネーションを除く以下のパートナーボタンを使ったアクションにおいて、パートナーの選択がボタンの押し分けで行われる。なお、現在戦っているキャラクターがパートナーと交代する場合（ヴァリアブルアタック）は、パートナーボタンではなく同じ強さのボタン同時押しで行う。
ヴァリアブルアシスト
『MARVEL SUPER HEROES VS. STREET FIGHTER』でも採用された、パートナーを呼んでの援護攻撃。通称アシスト。パートナーボタンを押すことで対応したパートナーが出現、必殺技を繰り出し、去っていく。使用回数に制限は無いが、その間に攻撃を受けた場合はダメージを受ける。
キャラクター選択時には1人決定するごとにアシストタイプセレクトが入る。全てのキャラクターに「タイプα」、「タイプβ」、「タイプγ」の3種類があり、キャラクターごとに性能は違うが「対空迎撃タイプ」「シューティングタイプ」「打ち上げ攻撃タイプ」などの大まかな説明を表示される。
ヴァリアブルカウンター
ガード硬直をキャンセルして反撃しながらの交代。ハイパーコンボゲージを1本消費する。
スナップバック
相手側を強制交代させる攻撃。相手側のパートナーどちらが出てくるかは、攻撃側が2つのパートナーボタンのうちのどちらを押したかで決定される。ハイパーコンボゲージを1本消費する。この攻撃を受けたキャラクタは一定時間交代できず、アシストとしても出撃できない。
ヴァリアブルコンビネーション
チームメンバー全員でハイパーコンボを同時に出す。前作までと異なりこの行動では交代は行われなくなった。ゲーム中に特に説明は無いが、複数のハイパーコンボを持つキャラクターがその中からどれを出すのかはアシストタイプと連動して決定されている。本作はレバー操作のコマンドは必要無くパートナーボタンの同時押しすることで発動できる。同時攻撃技であるが、ハイパーコンボゲージが一本でもあれば使用そのものは可能であるが、1本だけの場合は使用キャラクターのみのハイパーコンボが発動し、2本だと3人中2人で攻撃、3本分のゲージが溜まった状態で初めて3人同時攻撃が行える。チームメンバーが倒されている状態で使用しても、残った人数分のゲージしか消費されない。

### その他の新システム
ディレイドハイパーコンボ
ハイパーコンボの動作中（ほぼいつでも）に次のキャラクターのハイパーコンボのコマンドを入力することで、次に待っている控えキャラクターがハイパーコンボを出しながら登場。敵に次々とハイパーコンボを叩き込みつつ交代することができる。次のハイパーコンボを撃った時点で前のハイパーコンボを撃ったキャラクターは動作を中断し、控えキャラクターとなる。
ハイパーキャンセル
必殺技中にハイパーコンボのコマンドを入力すると、必殺技をキャンセルしてハイパーコンボを出すことができる。
ヴァリアブルカウンターも必殺技扱いのためハイパーキャンセル可能であり、ディレイドハイパーコンボも組み合わせた強力な反撃も行える。
フリック型ボタン
iOS版のみ。
特定のボタンをフリックすることで必殺技、ハイパーコンボ、ディレイドハイパーコンボを撃つことができる。

## 登場キャラクター
以下に挙げるキャラクターの内、アビスは最終ステージで登場するボスキャラクターでありプレイヤーが使用することはできない。それ以外の56人（正確には55人だが、ウルヴァリンにはバージョン違いがあり2人分に数える）が使用キャラクターである。各キャラクターにはアーケード版および家庭用のパッケージ版で異なるグループ分け（アーケード版では使用可能になるタイミングが、家庭用のパッケージ版ではショップに入るレベルの条件が異なる）が行われている。
本作では、『X-MEN CHILDREN OF THE ATOM』から前作『MARVEL VS. CAPCOM』までの5作品にプレイヤーキャラクターとして登場したほとんどのキャラクターが出演するが、このうちアニタ、憲磨呂、アポカリプス、メカ豪鬼、オンスロートは登場しない。また、『X-MEN VS. STREET FIGHTER』から前作『MARVEL VS. CAPCOM』までの隠しキャラクターである通常のキャラクターのバージョン違いなども、ハイパーコンボによってチェンジできるメカザンギエフと日焼けしたさくら以外は登場しない。
各キャラクターについては、名前の後のカッコ内に示した英語版ウィキペディアの記事へのリンクも参照。日本版のゲーム中に表示されるアルファベット表記と英語表記が異なるキャラクターは、日本版 / 北米版の順に併記する。
なお、声優担当者の名前は全て「Secret」扱いになっている。

### マーヴル・コミック側
アーケード版・家庭用ゲーム機版ともに最初から使用可能
X-MEN
ケーブル（Cable）
キャッチコピー：未来世界から来た傭兵
サイクロップスとマデリーン（ジーングレイのクローン。ゲームには登場しない）の息子。原作での細かな設定などについてはX-メンの項目を参照（他のX-MENキャラクターも同様）。
必殺技の「バイパービーム」および「ハイパーバイパー」は激しい曲線のビームであるが、これについても小さな長方形の当たり判定を細かくつけることでグラフィックと連動した判定を実現している。
体が大きく、動きが遅く大振りで隙も大きい、攻撃力・防御力ともに並と苦しい戦いを強いられるが、空中で出すハイパーコンボ「ハイパーバイパー」の性能が際だって高く、これを連続して当てる高い威力の連続技や、βヴァリアブルカウンターをキャンセルして「ハイパーバイパー」に繋げる連続技などで爆発的な強さを発揮。反面、自身はゲージを溜める能力に乏しい。
マロウ (Marrow)
キャッチコピー：新しくX-MENに加わった怒れるミュータント
肉体から強靭な骨を取り出し武器とすることができるというミュータント能力を持つ。心臓が2つあるのも原作では大きな特徴であったが、それは特にゲームには反映されていない。
敏捷性に優れたキャラクターだが防御力が低い。
サイクロップス（Cyclops）
キャッチコピー：X-MENのコマンドリーダー
X-MENの初代リーダー。強力な破壊光線「オプティックブラスト」を目を開けている限り常に放っており、ゴーグルで制御している。
今作ではスーパーオプティックブラストのコマンドが変更され、より使い易くなり、メガオプティックブラストが空中でも使用可能になった。長い無敵と多段ヒットが特徴のβアシストが強豪キャラクター（特にセンチネル）と相性が良い。
アイスマン (Iceman)
キャッチコピー：ホットなクールガイ
X-MEN創設メンバーの1人。体の周囲にあるものの温度を急激に下げることができる。ボタンの強さによる空中アイスビームの角度が『X-MEN CHILDREN OF THE ATOM』に登場した時とは逆になっている。そのときの能力であった「ビーム耐性」も残っており、一部の飛び道具必殺技はガードしても削りダメージがない。
スパイダーマン（Spider-Man）
キャッチコピー：あなたの親愛なる隣人
ウルヴァリンなどと並び、マーヴル・コミックスのキャラクターでは最も人気のあるキャラクターのうちの一人で、日本での知名度も高い。技の構成でいうと「波動昇龍タイプ」に分類されるが、性能が独特で慣れがいる。原作での細かな設定などについてはスパイダーマンの項目を参照。
ベノム (Venom)
キャッチコピー：復讐に燃える悪のスパイダーマン
悪のスパイダーマン的な存在。スパイダーマンに恨みを持っていたが、後に和解して街を守るヒーローとなることも原作ではあった。中身の人間の体格が大柄なために変身後の腕力も強いという設定で、スパイダーマンに比べ攻撃力が高く遅いが、トリッキーな動きができる。スパイダーマン同様、蜘蛛の糸を操る技がある。特にハイパーコンボの「ベノムウェブ」は、蜘蛛の巣で蜘蛛が餌を取るシーンに近い。
ハルク (Hulk)
キャッチコピー：山脈を砕く怪力巨人
マーヴル世界において怪力の代名詞のようなキャラクターで、力の強さを表す際に「ハルクと互角のパワー」などと比較対象にされる。本作ではジャガーノートと同じタイプのスーパーアーマー効果を常に帯びている。
ジャガーノート、ザンギエフ、コロッサスなどとの大きな違いは敏捷性である。原作でも弾道ミサイルをジャンプして捕まえるなどと敏捷性を意識させる動きがあったが、ハイパーコンボ「ガンマクラッシュ」は宇宙までジャンプして隕石を持って落下してきて相手にダメージを与える。普通の必殺技でも様々な方向へ高速の体当たり「ガンマチャージ」が可能である。
キャプテン・アメリカ（Captain America）
キャッチコピー：戦うアメリカン・スピリット
第二次大戦中に米国の「超人兵士計画」によって産まれたヒーロー。マーヴルユニバース最強のヒーローチーム「アベンジャーズ」のリーダー。超合金製の盾で殴ったり投げつけたりして敵を攻撃する。盾を手に持っている状態と、投げて手放してしまった状態とで防御力に差は出ないが、必殺技および通常技の性能に変化がつく。
ドクター・ドゥーム (Doctor Doom)
キャッチコピー：鉄仮面の独裁者
コミックス『ファンタスティック・フォー』の代表的な悪役。科学と魔法の両道に通じた天才であり、東欧の小国ラトベリアの専制君主である。今作ではエレクトリックケイジにスフィアフレイムと二つのハイパーコンボが追加された。
βアシストが強力なキャラクターだが、プレイヤーキャラクターとしては空中で飛び道具フォトンショットを連発しているだけで相手がなかなか対応しづらく、決定打にはならないが時間稼ぎをしやすい。
アーケード版のみ最初から使用可能
X-MEN
ウルヴァリン（Wolverine）
キャッチコピー：究極のタフガイ
超回復能力「ヒーリングファクター」（ゲーム中では再現されていない）と、アダマンチウムで覆われた骨格を持ち同じくアダマンチウムで覆われた鋭利な爪を武器に戦うX-MENメンバー。身長160cm程度と小柄で、ゲームでもそれが反映されており他のキャラクターなら避けようのない攻撃を当り判定の小ささで回避できることがある。
ガンビット（Gambit）
キャッチコピー：暗い過去を秘めたヒーロー
フランス出身のX-MENメンバー。棒術とミュータント能力で爆弾化したカードで戦う。従来の作品同様、やや玄人好みの作りになっているが、強力なアシストも持っておりやや使いやすくなっている。
ジャガーノート (Juggernaut)
キャッチコピー：制止不能の人間重戦車
プロフェッサーXの義理の兄にあたる人物。巨体に見合った高い攻撃力と防御力を持つが、見た目通りに判定も大きいため敵の攻撃を回避しにくい。しかし完全なものではないが常時スーパーアーマーの状態にあり、多少の攻撃にはひるむことなく行動できる。今作ではコマンド投げ技だったネイルスラムが削除されている。
攻撃力を上昇させる「サイトラックパワーアップ」のバグを利用した永久パワーアップや、極めて高い性能を持つ突進攻撃によるハイパーコンボ「ジャガーノートヘッドクラッシュ」など強力な攻撃力を持つ。
マグニートー (Magneto)
キャッチコピー：磁界王
磁界王と称される強大無比な能力を持つミュータント。原作や映画では人間の血（鉄分）を動かしたり電磁バリアでミサイルを跳ね返したりと、その威力はすさまじい。老人といって差し支えない年齢だが、物理的パワーや機動力に関してもマーヴルのヒーローに引けを取らない。
本作では高い機動力、それによる強力な連続攻撃と回避の性能を持つ。
シュマゴラス (Shuma-Gorath)
キャッチコピー：混沌の破壊神
コミックでは2回ほど『ドクター・ストレンジ』(Doctor Strange) の敵役で登場したのみで、『MARVEL SUPER HEROES』に登場するまではアメリカでも知名度の低いキャラクターだった。日本語版では語尾に「シュ」をつけた喋り方をするが、開発陣の女性スタッフが遊びで言い始めたことによるもの。K投げに体力吸収能力が付加されている。
家庭用ゲーム機版のみ最初から使用可能
X-MEN
サイロック（Psylocke）
キャッチコピー：サイキック・ファイティング・ドール
X-MENメンバー。本名はエリザベス・ブラドック。イギリスの大富豪の家の生まれだが、現在の肉体は日本人のものである。異次元人を父親に持ち、超能力も父親からの遺伝。
対空アシストαが発生が早く無敵時間があり、ヒットすると吹き飛びダウンなため本体が追い討ち可能。安全なディレイドハイパーコンボ「胡蝶隠れ」と3段ジャンプの時間稼ぎでメインキャラクターの体力回復が可能。
ローグ（Rogue）
キャッチコピー：孤独のミュータント
X-MENメンバー。「ローグ（悪党、泥棒などの意）」の名の通り、肌が触れあった相手の生命力や能力を吸収する能力"パワードレイン"を持っている（サイクロップスのオプティックブラスト同様、自分でそれを止めることができない）。初登場の『X-MEN VS. STREET FIGHTER』ではパワードレインで敵の力を吸収し同じ必殺技を使うことができたが、本作では力を吸収した相手の個性にあわせてパワーアップやスピードアップなどの効果が現れるという仕様。なお常時スーパーアーマー状態のキャラクター（ジャガーノート、センチネル、ハルク）や、ハイパーコンボなどでスーパーアーマーを発動中のキャラクター（コロッサス、シルバーサムライ、ザンギエフ、ジン・サオトメ）にパワードレインをかけると、それぞれのスーパーアーマーの特性をそのままトレースした効果が得られる（例えば、シルバーサムライの場合なら闘気の重ねがけ回数による影響も正確にトレースし、ザンギエフの場合ならば仰け反らないがガードもできなくなる）。相手もローグだった場合は何も吸収できない。
アダマンチウムを失ったウルヴァリン (Bone Claw Wolverine)
キャッチコピー：野獣の力とハードボイルド
原作コミックの、全身の骨格に移植されていた特殊金属アダマンチウムをマグニートーに剥ぎ取られたエピソードを反映した状態のウルヴァリン。骨でできた爪で戦う。爪の色以外はアーケード版に登場するウルヴァリン（以下通常）と全く同じ外見であり、名前も通常時と変わらず「WOLVERINE」としか画面に表示されないが、二人とも解禁されている場合はこの二人でチームを組むこともできる。このバージョンのウルヴァリンは一部の技が違っていたり（通常に比べてハイパーコンボが2つ少ない）、攻撃力が高かったり動きが軽くなっている反面、防御力が通常のものよりさらに弱いという、より攻撃的な性能になっている。
アーケード版・家庭用ゲーム機版ともに最初は使用不能
X-MEN
ストーム（Storm）
キャッチコピー：大自然の女神
アフリカ出身のX-MENメンバー。天候を制御する能力を持ち「大自然の女神」と称される。
風に乗り画面を自由に動き雹、雷撃、竜巻などを攻撃手段とする。
ディレイドハイパーコンボによるアイスストームが非常に強力で、1番手のキャラクターのピンチを救う。また優秀な機動力を活かして逃げ回ることによって、一番手のキャラクターやアシストが強力な3番手のキャラクターの体力回復の時間を稼ぐ、といった従来の格闘ゲームでは珍しい役目も果たす。マグニートーやダルシムなどが持つ高速で8方向の空中ダッシュのほか、ジャンプ中は『空中制御』という特殊能力を持ち、レバー↑要素で落下を遅く、↓要素で落下を速くできる。また通常のキャラクターとは異なり、ノーマルジャンプでもレバー←→要素で落下地点をある程度変えられる。
コロッサス (Colossus)
キャッチコピー：鋼の肉体
ロシア出身のX-MENメンバー。マーヴルではハルクの腕力に対し防御力の象徴ともいえる存在にある。ミュータント能力で全身輝く金属の巨人と化す。防御面の性能が高いキャラクターだがハイパーコンボ「スーパーアーマー」によってさらに打たれ強さを強化でき、敵の攻撃に対し全く仰け反らなくなる。
スパイラル (Spiral)
キャッチコピー：異次元の魔女
「異次元の魔女」の異名通り、X-MENの敵キャラクターであるモジョが造りだした6本腕の人造生命体で、モジョ・バースというモジョが支配する世界から、神出鬼没に現われる。
空間から6本の剣を呼び出して任意のタイミングで飛ばす「ダンシングソード」による固め・削りが特徴だが、アシストシステムのおかげで「ダンシングソード」の剣をつけやすく、またワープや急降下などの機動面での必殺技も頼りになる。ゲージの補充効率が高いためケーブルなどと相性が良く、自身も3ゲージ消費による強力なハイパーコンボを持つ。
オメガレッド (Omega Red)
キャッチコピー：旧ソ連の赤い超兵士
ロシア出身。旧ソ連時代に改造手術を受けたミュータント。死のフェロモンであるデスファクターを、特殊合金性の鞭を通して他者に流し込み攻撃する。
セイバートゥース（Sabretooth）
キャッチコピー：血に飢えた暗殺者
カナダ出身。ウルヴァリンの元同僚で、アダマンチウムの爪と牙を武器としている。ウルヴァリンを、誕生日毎に襲撃してくる宿敵。
シルバー・サムライ (Silver Samurai)
キャッチコピー：白銀の鎧武者
日本のヤクザにしてミュータント。刀を携え銀色の鎧を身につけている。ゲームでは「雷」「氷」「炎」の三種類の闘気を操り、同属性の闘気は重ねがけで効果をアップさせることが可能。特に防御面を向上させる「氷」の闘気の三段重ねは影響が大きく、コロッサスのものと同じ完全なスーパーアーマー状態になれる。今作では『X-MEN』にあっためくらましと分身、通常攻撃による削り能力が削除されている。
ブラックハート (Blackheart)
キャッチコピー：地獄の皇子
『ゴーストライダー』の宿敵の一人。地獄の王メフィストの息子であるが、反旗を翻し追放されている。
強攻撃は悪魔をばらまく多段ヒットする飛び道具であり、性能は高いが隙が大きいという弱点を持つ。しかし、アシストを隙消しのように使うことで弱点を払拭でき、空中から悪魔をばら撒くという戦法が強さを発揮する。
アイアンマン (Iron Man)
キャッチコピー：空駆ける黄金の騎士
本名トニー・スターク。大富豪の息子として生まれ、わずか15歳で名門マサチューセッツ工科大学を卒業する天才。21歳の時に父親を事故で亡くし、跡を継いでスタークエンタープライズの社長となった。原作通りにゲームでもアーマーの機能で飛行や空中ダッシュなどの行動が可能。
マグニートー、ストーム、センチネル同様に8方向ダッシュや飛行などの特殊移動を持ち、強力なβアシストや、決めれば相手を即死させ、かつゲージを大量に補充できる永久コンボの存在によって、上級者が使えば現実的にワンチャンスで相手チーム3人のうちの2人以上を倒すことができる連携をもつ強力なキャラクターである。
ウォーマシン (War Machine)
キャッチコピー：歩くハイテク武器庫
本名ジム・ローズ。アイアンマンの仲間で、彼の物とほぼ同じ（実際にはコミックスではデザインが異なるがゲームには反映されていない）アーマーを装着している。
画像が使い回しなため通常技などの外見はほぼ同じ。前作では必殺技も名称が違えどグラフィックも同じであったが、今作では「ショルダーキャノン」は名称通り肩から発射されるミサイルになり、しゃがみ大パンチがビームになるなど若干差が設けられている。主には攻撃のスピードが遅い分、攻撃単発の威力が高いという差別化されている。アイアンマンと類似の強力な連携とアシストを持ち、ウォーデストロイヤーという強力なオリジナルのハイパーコンボを持つ。
センチネル (Sentinel)
キャッチコピー：ミュータントハンターロボット
ミュータントを脅威と見なした人間たちが作り出したミュータントハンターロボット。最初に選択枠がある52キャラクターを使用可能にすることでキャラクターの選択枠が登場する。本作ではジャガーノートと同じタイプのスーパーアーマー効果を常に帯びている。
サノス (Thanos)
キャッチコピー：死と憎悪の化身
木星の衛星タイタン出身。最初に選択枠がある52キャラクターを使用可能にすることでキャラクターの選択枠が登場する。原作『インフィニティ・ガントレット』の敵役。『MARVEL SUPER HEROES』でボスキャラクターとして登場した時はボスらしい強力なキャラクターであったが、今作ではゲーム性を考慮した作りになっている。

### カプコン側
アーケード版・家庭用ゲーム機版ともに最初から使用可能
ルビィハート (Ruby Heart)
キャッチコピー：大洋に名を馳せる女海賊
本作のオリジナルキャラクターで、主人公的存在。父の後を継いで一味を率いる女海賊。彼女が使用する必殺技は盗み集めた魔法の道具によるもの。「波蝕の鎧」を確保しようとする海賊組織の作戦に荷担したことにより、今回の騒動に巻き込まれる。マーヴルとカプコンのヒーロー・格闘家・ヴィランたちを船に乗せ、Abyssへと向かう。
『ストリートファイターV』の公式サイト「シャドルー格闘家研究所」の「キャラ図鑑」にてルビィハートに似た「ルビィ」の個人プロフィールが紹介されているが、ルビィハート本人ではなく別人とのこと。
ソンソン (Sonson)
キャッチコピー：小さな斉天大聖
本作のオリジナルキャラクターだが、カプコンのゲーム『ソンソン』の主人公であるソンソンの同じ名前の孫娘という設定。これは『ソンソン』の主人公ソンソンが孫悟空の孫という設定であったことのセルフパロディ。祖父から譲り受けた如意金箍棒（にょいきんこぼう）を手に、村を襲った奇病の謎を解くため旅に出る。巨大な猿の姿に変身し暴走するハイパーコンボ「猿王」を持つ。
アミンゴ (Amingo)
キャッチコピー：不思議な人植物
声：鈴村健一
本作のオリジナルキャラクターで、サボテンのような姿をした生物。陽気で温和な性格の「人植物」という種族の一人で、とある緑豊かな国の母なる巨大樹から種の状態から散らばり、たどり着いた土地で成長して人のような姿になる。海から吹いて草木を枯らす呪われた風の原因を探る旅に出た。そこでルビィハート、ソンソンと出会い、行動を共にする。通常技・必殺技を問わず、身体を自在に変形させるものが多い。
ハヤト (Hayato)
キャッチコピー：炎の賞金稼ぎ
『スターグラディエイター』シリーズの主人公。勝利ポーズでジューンやサターンなどの原作での仲間が登場する他、Lv3専用ハイパーコンボ「裏羅刹斬」ではハヤトの悪の人格であるブラックハヤトが登場する。
リュウ（Ryu）
キャッチコピー：孤高の求道家
前作『MARVEL VS. CAPCOM CLASH OF SUPER HEROES』では『ストリートファイターII』や『ストリートファイターIII』のような赤いハチマキをしていたが、本作では『ストリートファイターZERO』時の白いハチマキに戻った。ハイパーコンボ「真・昇龍拳」が本作以降は他シリーズ同様のLV3専用技に変更され、「モードチェンジ」は削除された。
ザンギエフ（Zangief）
キャッチコピー：ロシアの赤いサイクロン
ダッシュの性能が他のキャラクターと違い、相手と密着すると自動的に掴むようになっている。また、バックダッシュは無い。ハイパーコンボ「アイアンボディ」で『マーヴル・スーパーヒーローズ VS. ストリートファイター』の隠しキャラクターだった“メカザンギエフ”の性能になれる（もう一度入力すると元に戻る）。
なお、メカザンギエフ時のカラーリングが前作から変更されており、肌が薄い紫のかった灰色に変更されている。
ガイル（Guile）
キャッチコピー：空軍生え抜きの兵士
アメリカ空軍在籍の男性軍人。独特の髪型を持つ。飛び道具と対空技を併せ持つ、攻守バランスの整ったキャラクター。ナッシュの親友。
アナカリス (Anakaris)
キャッチコピー：黄金の絶対神
『ヴァンパイア』シリーズから登場。相手を無力な姿に変身させる「王家の裁き」は本作でも使用可能だが、裁かれた状態の姿は全キャラクターで共通のものになっている。
ストライダー飛竜（Strider Hiryu）
キャッチコピー：現代に生きる忍者
『ストライダー飛竜』シリーズの主人公。原作のゲームで使われていた円盤型2足歩行オプション、豹型オプション、鳥型オプションが援護し、サイファーという剣で相手を斬りつける。また原作で敵が使用していた機雷の援護があったり、忍者を前身とする組織という設定などを意識した分身攻撃や瞬間移動などもある。
攻撃力・防御力ともに低いが、高い機動力と「ワープ」を絡めたアシストとの連携攻撃によって強さを発揮する。ハイパーコンボも優秀で、「ウロボロス」とβアシストのドクター・ドゥームによる連携は強力。
アーケード版のみ最初から使用可能
キャプテンコマンドー（Captain Commando）
キャッチコピー：カプコン世界最大のヒーロー
『キャプテンコマンドー』の主人公。ヴァリアブルアシストでチームメイトを呼ぶのとは別に、必殺技で原作での仲間の翔、ジェネティー、フーバーを呼ぶ攻撃を持っている。なお、2種類あるキャプテンコマンドーのハイパーコンボはどちらも4人がかりで行うために、必殺技で呼ばれた仲間が画面内に残っている間は出すことができない。
アシストが強力なキャラクター。Y軸を全ステージ分カバーし、かつ威力の高い対空必殺技「キャプテンコレダー」を放つアシストタイプβが、飛行しての立ち回りが中心のセンチネルと抜群に相性が良い。
ジン・サオトメ（Jin Saotome）
キャッチコピー：人型兵器ブロディアを駆る戦士
ヴァリアント・アーマー(V.A)乗りの熱血漢。先に仲間2人を倒され本人も体力が三分の一以下になると、身体が金色に光り出してジャガーノートタイプのスーパーアーマーが発動するという特徴を持っている。V.A「ブロディア」とともに戦う。攻撃力の基本数値は全キャラクター中トップクラスである。
モリガン・アーンスランド（Morrigan Aensland）
キャッチコピー：悠久の時を生きるサキュバス
いわゆる「波動昇竜タイプ」のバランス型キャラクターだが、本作では機動力に特化させる形で差別化されている。「シャドウブレイド」でのアシストやディレイドハイパーコンボが非常に強力で使い易い。前作『MARVEL VS. CAPCOM CLASH OF SUPER HEROES』でのLv3専用ハイパーコンボ「エターナルスランバー」は削除された。また、「リリス風モリガン」の技も使用できない。
バレッタ (Bulleta / B. B. Hood)
キャッチコピー：ラブリンハンター
『ヴァンパイア』シリーズからの参戦。赤い頭巾を被った少女だが、風貌からは想像できないほどの残忍さと戦闘スキルを持つプロの魔物ハンター。服や手に下げたカゴの中に多くの武器を隠し持つ。
豪鬼（Gouki / Akuma）
キャッチコピー：拳を極めし者
攻撃に特化しており、極端に打たれ弱い。『ストリートファイターIII』シリーズのスーパーアーツ、「滅殺豪螺旋」がハイパーコンボに追加された。ただし同技の空中版である「滅殺豪旋風」は本作では使用できない。
家庭用ゲーム機版のみ最初から使用可能
ジル・バレンタイン (Jill Valentine)
キャッチコピー：悪夢からの生還者
『バイオハザード』シリーズから登場。原作ゲーム通りに様々な重火器を駆使するが、このゲーム内ではオーラのようなものを身に纏って突進する技もある。またゾンビなどの原作では敵であるキャラクターに援護させる技も存在（演出上はゾンビの出現の気配を感じ取って本人は避け、相手が避けれずに襲われる。という技）。
さくら (Sakura)
キャッチコピー：女子高生ストリートファイター
ドリームキャスト版の技表などには記載が無いが、ハイパーコンボゲージを一度に3本消費して『マーヴル・スーパーヒーローズ VS. ストリートファイター』の隠しキャラクター“日焼けしたさくら”の性能になれる（もう一度使用すると元に戻るがその際もゲージを3本消費する）。
日焼けさくら時のカラーリングがメカザンギエフ同様変更されており、スカートが藍色になってノーマル時のカラーリングに近くなっている。
トロン・ボーン（Tron Bonne）
キャッチコピー：メカの天才、勝ち方もステキ
『ロックマンDASH』シリーズから登場。二足歩行戦車「グスタフ」に乗って戦い、コブンを使った技が多い。キャラクターとしては『トロンにコブン』におけるものがベースである。
アシストγのしゃがみ中Pは最大3ヒットでハイパーコンボ並の破壊力を持つ。
アーケード版・家庭用ゲーム機版ともに最初は使用不能
ケン (Ken)
キャッチコピー：烈火をまとう格闘王
リュウのライバル。リュウと同じタイプであるが、波動拳の威力が若干高いが飛距離が短い・竜巻旋風脚の性質がより攻撃的であるなど、リュウに比べて接近戦に強い仕様となっている。
春麗 (Chun-Li)
キャッチコピー：麗しき女刑事
今作ではこれまでと違い最初からのデフォルトキャラクターに含まれていない。前作『MARVEL VS. CAPCOM CLASH OF SUPER HEROES』でのハイパーコンボ「七星閃空脚」は削除された。また、「シャドウレディ」の技も使用できない。
ダルシム (Dhalsim)　
キャッチコピー：ヨガ・マスター
カプコンの格闘ゲームにおいて変則的キャラクターの代名詞ともいえるキャラクター。動きこそ遅いが伸びる手足の攻撃間合いは非常に広い。また、機動力面は歩きこそ遅いもののダッシュ、8方向空中ダッシュなどが速くトップクラスの性能を持っている。
優れた機動力とリーチを持つが操作が難しく、いわば玄人向けなキャラクターである。
ナッシュ（Nash / Charlie）
キャッチコピー：正義貫くクールガイ
ガイルの親友。基本的にガイルと同タイプの技を持つが、ジャンプ強Kが下に出る、「ムーンサルトスラッシュ」という必殺技など、ガイルに比べアグレッシブな動きが可能。なお、本作では『MSH VS.』の「シャドウ」が使っていた技は使えない。
ベガ (Vega / M. Bison)
キャッチコピー：サイコパワーを操る魔人
悪の組織シャドルーの総帥。地上での機動力はそこそこあり、飛行も使用できる。「ダブルニープレス」などオーソドックスな技を持つ一方、「ベガワープ」、「サイコショット」など変則的な技も持っている。エリアルレイヴでのサイコクラッシャーは後ろのキャラクターの強力なディレイドハイパーコンボに繋げやすく、地上では通常技から連続技にできるニープレスナイトメアは高いダメージを持つ。
キャミィ (Cammy)
キャッチコピー：忘我の戦闘人形
本シリーズには『X-MEN VS. STREET FIGHTER』以来の出演となる。『ストリートファイターZERO3』で登場した技「リバースシャフトブレイカー」が追加された。
ハイパーコンボの「キラービーアサルト」がどこでも出せる上に相手にヒットするまでは完全無敵であり、またハイパーキャンセルによる連続技に組み込めるためダメージ効率も高い。その他、空中で出す「キャノンドリル」でトリッキーな立ち回りや、2段ジャンプと速い地上ダッシュと通常技の機動力の高さから来るアシストとの連携攻撃の相性の良さや、上昇中完全無敵＋相手にホーミングと驚異的な性能を誇る。
ダン (Dan)
キャッチコピー：サイキョー流師範！
リュウやケンの兄弟子にあたる人物。それゆえ使う技も同タイプではあるが、途中で破門されたことからどの技にも自己流のアレンジが入っている。Lv3専用ハイパーコンボ「漢道（おとこみち）」の破壊力は非常に大きいが、ヒットさせると敵だけでなく自分の体力も減少してしまう。必殺技よりも挑発方面が充実したコミカルなキャラクター。ハイパーコンボ「挑発伝説」を発動するとこぶしを振り上げて三回挑発し、そのあとサインを書いて投げる。さらに全て成功するとコンボゲージがMAXになる特典付き。
ロックマン (Rockman / Mega Man)
キャッチコピー：正義のロボット
『ロックマン』シリーズの主人公。なお、本作には『ロックマンDASH』のトロンやコブンが登場しているが、こちらは初代シリーズをベースとしたロックマンとなっている。
ロール (Roll)
キャッチコピー：心やさしいプリティドール
『ロックマン』シリーズのサブキャラクター。『ロックマン8 メタルヒーローズ』をベースとしたデザイン。身長が非常に低く、当たり判定の範囲が狭い。そのため、ドクター・ドゥームのビームがしゃがみ状態にならずとも当たらない。ただし、それ以外の性能は並かそれ以下。2段ジャンプや相手を引き寄せる攻撃が追加され、前作からパワーアップしている。通常技の発生がコブンと並びトップクラスの発生など、それを駆使して先発でゲージ溜め役などといった使い方ができるようになった。
フェリシア (Felicia)
キャッチコピー：夢見るキャットウーマン
『ヴァンパイア』シリーズからの登場。キャットウーマン族の一人。最初に選択枠がある52キャラクターを使用可能にすることでキャラクターの選択枠が登場する。『ヴァンパイア』にあった必殺技をベースに強化したハイパーコンボ「スーパーサンドスプラッシュ」が追加された。
コブン（Kobun / Servbot）
キャッチコピー：頼りなくも忠実な40人！
『ロックマンDASH』のトロンの出演にともなって、単体キャラクターとしても登場。最初に選択枠がある52キャラクターを使用可能にすることでキャラクターの選択枠が登場する。通常のキャラクターの膝くらいまでしか身長がないため、当たり判定が他のキャラクターと比べてかなり小さく、まともに当らない技が多数存在するのが特徴と言える。ハイパーコンボの中の一つが強力で、ガードさせてもかなりの体力値を削り取ることができる。そのかわり通常攻撃力、防御力は全キャラクター中最低。
なお、倒されるとディフレクターを残し、取れば体力が少し回復する。ただし、赤いゲージが無い場合は体力が減っていても回復はしない。

### ボスキャラクター
アビス (Abyss)
本作のオリジナルキャラクターかつ最終ボス。第1形態「波蝕の鎧」、第2形態「守護者」、「最終形態」の3つの形態を持っており、倒す度に姿を切り換えパワーアップする。メインカラーは緑だが「最終形態」のメインカラーは赤で目と唾液が緑になっている。核となる部分は古代文字が描かれたような文字が周りを回った球。この球の古代文字のような文字は緑と黄と赤に変色する。第1形態の「波蝕の鎧」は接近戦や誘導弾などで攻撃してきて、ハイパーコンボとして腹部レーザーと頭上から無数の弾を落下させてくる。第2形態の「守護者」は通常は腕から発射される炎とレーザーであるが、画面移動の際に一端沈みその際に泡を三発出してくる。この泡は防御不能で、触れると一定時間拘束されるが、攻撃すれば破壊できる。「最終形態」は攻撃力が非常に高く前方攻撃に腕による縦型の火柱を発し、移動の際には弱点である核を露出するなど変則的な攻撃をしかけてくるが、その一方で防御力が非常に低い。第1形態のアビスの身を包んでいる鎧が「波蝕の鎧」と呼ばれており、プレイヤーキャラクターたちは全員これを封印するためにやってきたという設定がある。

## スタッフ
- プランナー：中江竜也、SPP IORYA（江口勝博）、BURUMA（小嶋慎太郎）、ONI-SUZUKI (M・P)（鈴木良太）、尾畑心一朗、NEO-G (ISHIZAWA)（石澤英敏）
- プログラマー：MOTSU、廣門輝明、KAW・TLD（川瀬学）、SILVER KADONTZ（葛野誠）、YOU!（山村勇一）、MINOMIYA（蓑宮正哲）、川村優子、横山顕広、HYPER-SHINCHAN-（山崎慎一郎）、NISHI（西村幸雄）、REIKO TOH、ITTETSU、DICE-K、瀬田宗治、CHAM（岡田成司）、蔵元久志、KOMUU（小松多恵）、MIKKY
- タイトルデザイン：SHOEI（岡野正衛）
- イラストレーション：MF
- インストラクションカードデザイン：SAKOMIZU（迫水新一郎）、Y・UCHIDA
- オブジェクトデザイン：石井誠、栗原明美、F、MIZUPYON（森本みずえ）、MIZUHO（陰山みずほ）、IGARASHI（五十嵐仁）、西村マサル、高田英哉、RIN BOKU、TAGIRIN、佐藤正嗣、平野大地、IMAMURA（今村雄二）、柴木博基、大住智彦、YANO、AKIZUKI MICHIRU、IZUMI NODA、見延浩明、KIMO KIMO（木本壮紀）、BALL BOY、A IWASAKI（岩崎篤嗣）、MIWA SAKAGUCHI、Y YAMAMOTO（山本義紀）、KAERU、HIRO、秋田喜彦
- エフェクトデザイン：SAGATA（相方貴文）、TAKEP、R
- スクロールデザイン：SAWATCH、藤原崇、京谷有紀、福本容子、幸優介、田中誠、岩井千佳、久城憲二
- ミュージックコンポーズ：柴田徹也、高野充彦
- サウンドデザイン：伊瀬聡、遠藤正之
- レコーディングエンジニア：瀧本和也
- ボイスディレクター：ERIK (ESX) SUZUKI
- ネットワーク：SHIN（上山真一）、NET MAN、弓手一良、野田峰幸、伊津野英昭
- スペシャルサンクス：白岩卓也、TAKANO MIKI、STEVE LEE、TEN LITTLE KOBUN、BAS (M・P)、DAISUKE AMEMIYA、H・MIYASHITA、OZZY、TOMOYA MAEKAWA
- プロデューサー：須藤克洋
- ゼネラルプロデューサー：船水紀孝
- エグゼクティブプロデューサー：岡本吉起

## 他機種版
2000年3月30日にドリームキャスト版、2002年9月19日にはPlayStation 2とXboxで本作を移植したゲームソフトが発売された。その後、2009年7月29日にXbox 360、同年8月12日にPlayStation 3でダウンロード版の配信が開始、2012年4月25日にはiOSでもダウンロード版の配信が開始された。なお、Xbox 360版・PS3版とも、6キャラクターのみ使用可能な体験版が無料で用意されていた。2013年12月にXbox 360版・PS3版が配信終了、2014年6月30日にiOS版が配信終了となった。

### アーケードとドリームキャストの連動
アーケード版はシステム基板としてNAOMIを使用しており、同時期にリリースされたドリームキャスト版とビジュアルメモリを介して連動する。
ドリームキャスト版のセーブデータはシステムデータとビジュアルメモリ用のアプリケーション"VS.COM"からなり、アーケード版はこれを認識することでドリームキャスト版で使用可能になっているキャラクターが使えるという特典が発生したり、連動プレイを繰り返すことでアーケード版自体で使用可能なキャラクターが増えたりする。
アーケード版にビジュアルメモリを挿してプレイすることにより、ドリームキャスト側では隠しキャラクターを購入するために必要なポイントの一つ"N-pts."が獲得できる。隠し要素の購入に必要なポイントはこのN-pts.の他に、ドリームキャスト版のオフラインプレイで獲得可能な"D-pts."と、ドリームキャスト版のオンラインプレイ（通信による対人戦。すでにこのサービスは終了している）で獲得可能だった"V-pts."がある。また、ドリームキャスト版のセーブデータにもレベルがあり、このレベルに応じた条件で選ばれたキャラクターを購入していくことになる。なお、キャラクターの購入はドリームキャスト版だけでなく、ビジュアルメモリ上のVS.COMからも可能。
現在、通信対戦サービスは終了しているため、V-pts.は獲得不可能である。そのため救済措置として、カプコンユーザーサポートにその旨を伝えビジュアルメモリを送ると、全キャラクターが使用可能なセーブデータを入れて返送してくれる。ただしこれはデータで上書きする形であるため、それまでにセーブされていた内容は保持されない（ビジュアルメモリを送る際の送料はユーザー負担。返送の際の送料はカプコン側が負担してくれる）。なお、現在のような救済形態になる前に、オフィシャルサイトで全キャラクターが使用可能なデータを公開していた時期がある。また、ドリームキャスト版『CAPCOM VS. SNK 2 MILLIONAIRE FIGHTING 2001』の予約特典ディスクに、全ての隠し要素が開放されたセーブデータを入手できるデータも収録されていた。
PlayStation 2版では、ポイントは通常プレイして得られるもの（P-pts.）とネットワーク対戦によって得られるもの（V-pts.）の2種類に変更され、購入画面を出入りすることで、V-pts.がなくともP-pts.のみで全てのキャラクターを集めることが可能になった（その代わり、P-pts.の使用ポイント数が高くなる）。なお、2004年8月24日に通信対戦サービスは終了している。
Xbox版は通信対戦サービスは存在しないため、通常プレイで入手できるD-pts.のみが存在する。
Xbox 360版およびPS3版およびiOS版は最初から全てのキャラクターが使用可能となっており、キャラクター解禁に必要なPtsは存在しない。

## 関連書籍
- 『マーヴル VS. カプコン2 ニューエイジ オブ ヒーローズ 公式ガイドブック』エンターブレイン、2000年6月16日発行。
- 『PS2&Xbox版 マーヴル VS. カプコン2 ニューエイジ オブ ヒーローズ 公式ガイドブック』エンターブレイン、2002年11月12日発行。